# Gelbbrauen-Laubsänger
Der Gelbbrauen-Laubsänger (Phylloscopus inornatus) ist ein Singvogel aus der Familie der Laubsängerartigen (Phylloscopidae). Er brütet in Asien in einer Region, die vom Osten des Urals bis nach China reicht. Der Gelbbrauen-Laubsänger ist ein ausgeprägter Zugvogel, der im Südosten Asiens überwintert. Die Art wird jedoch alljährlich in kleiner Zahl in Europa an den Küsten von Nord- und Ostsee sowie im Nahen Osten nachgewiesen, vor allem im September und Oktober.

## Merkmale
Der Gelbbrauen-Laubsänger ist eine der kleinsten Laubsängerarten, er hat eine Körperlänge von 9,0–10,5 Zentimeter. Die Körperoberseite ist gedeckt grüngrau, die Körperunterseite ist schmutzig weiß. Auffällig ist die doppelte Flügelbinde, die durch die hellen Spitzen der großen und mittleren Armdecken gebildet wird. Der Kopf zeigt einen langen und breiten, hellgelben Überaugenstreif und darunter einen dunklen Augenstreif. Der Schnabel ist dünn und spitz. Die Beine sind braunrosa.

## Stimme
Die Stimmfühlungsrufe sind hoch und dünn, aber verhältnismäßig laut. Sie bestehen aus ein- bis zweisilbigen, geschwungenen Pfiffen, die etwa wie „tsuii“ oder „tsuiist“ klingen. Sie erinnern etwas an die Tannenmeise.
Der Gesang ist hoch und dünn und besteht aus relativ kurzen Strophen, die etwa wie „zie zwiewiest zieh“ oder „tsitsi-tsui itsui-it seee“ klingen. Die Höhe und Klangfarbe ist den Rufen sehr ähnlich.

## Verbreitung und Lebensraum

Verbreitungsgebiet des Gelbbrauen-Laubsängers:
Brutgebiete
Migration
Überwinterungsgebiete

Der Gelbbrauen-Laubsänger brütet in der Taigazone der östlichen Paläarktis von Jakutien und Ussuriland nach Westen bis in den Norden des Urals, wobei sich die Verbreitung westlich vom Fluss Ob keilförmig verschmälert. Die nördliche Grenze des Brutgebiets liegt in Ostsibirien bei 69°-70° N, im Ural bei 65° N und westlich des Ob bei 64° N.

## Lebensraum und Nahrung
Der Gelbbrauen-Laubsänger lebt in lichten Wäldern und Strauchdickichten, z. B. in Flussauen, im Hügel- und Bergland oder in der Fichten-Tannen-Taiga. Durchzügler halten sich vor allem in Auwäldern auf, aber auch in anderen Baumgruppen und Büschen am Strand, in Parks oder in Gärten.
Seine Nahrung besteht überwiegend aus kleinen Insekten und anderen Wirbellosen, die er im Kronenbereich von Bäumen oder in der Strauchschicht sucht.

## Wanderungen
Der Gelbbrauen-Laubsänger ist ein Langstreckenzieher, sein Hauptüberwinterungsgebiet liegt in den Subtropen und Tropen von Südostasien bis nach West- und Nordostindien und Bangladesch. Der Wegzug beginnt ab Ende Juli bis Anfang August, Nachzügler verlassen das Brutgebiet erst Mitte September. Häufig erreicht er im Herbst die Ost- und Nordsee, in manchen Jahren invasionsartig. Der Median dieses Auftretens liegt für den Raum von Großbritannien bis zum Baltikum bei Anfang Oktober. Wintergäste, die im Mittelmeerraum bleiben, überleben teilweise und ziehen im Frühjahr Richtung Norden. Der Heimzug im asiatischen Hauptüberwinterungsgebiet beginnt Ende März. Die Brutgebiete werden im Mai bis Anfang Juni erreicht.

## Systematik
Früher wurden drei Unterarten des Gelbbrauen-Laubsängers anerkannt. Die Unterarten P. i. humei und P. i. mandellii sind mittlerweile jedoch als eigenständige Art, dem Tienschan-Laubsänger, abgespalten worden. Grund für die Abtrennung waren morphologische Unterschiede sowie Unterschiede im Gesang. Der Gelbbrauen-Laubsänger überlappt sich in seinem Verbreitungsgebiet mit dem Tienschanlaubsänger. Die beiden Arten pflanzen sich jedoch nicht miteinander fort. Heute geht man davon aus, dass es vor etwa 2,5 Millionen Jahren zu einer Aufspaltung der beiden Arten kam. Der Gelbbrauen-Laubsänger und der Tienschanlaubsänger bilden wegen ihrer engen Verwandtschaft zusammen eine Superspezies.